# Boris Tereshchuk
Borys Pavlovich Tereshchuk (em ucraniano:  Борис Павлович Терещук; Kiev, 18 de março de 1945) é um ex-jogador de voleibol da Ucrânia que competiu pela União Soviética nos Jogos Olímpicos de 1968.
Em 1968, ele fez parte da equipe soviética que conquistou a medalha de ouro no torneio olímpico, no qual jogou em oito partidas.